# Pere Cusell Estapé
Pere Cusell Estapé, fou esportista i dirigent esportiu.
Va ser president de la Federació Catalana d'Atletisme des del mes de novembre de 1924 fins al mes de febrer de 1927. Abans havia presidit la secció d'atletisme del Futbol Club Barcelona, de la qual havia estat nomenat president al principi de 1924. Entre 1924 i 1926 va formar part de la junta directiva del club blaugrana, en la qual va ser vocal, vicepresident tercer i secretari sota la presidència de Joan Gamper. El 1925 va ser proposat per substituir Gamper quan aquest va haver de deixar el càrrec després que en un partit d'homenatge a l'Orfeó Català es xiulés la Marxa Reial al Camp de les Corts i es clausurés l'estadi, però va preferir ser vicepresident administratiu amb Arcadi Balaguer, que el va nomenar soci de mèrit del club. Al marge de la d'atletisme, també va ser president de les seccions de rugbi i ciclisme del FC Barcelona, i va impulsar la creació de les d'hoquei, lluita i bàsquet. També a ser vocal del Comitè Olímpic Espanyol i membre de la Confederació Esportiva de Catalunya. El 1927, va ser elegit alcalde de Sanaüja.